# Mistrzostwa Świata w Łyżwiarstwie Szybkim w Wieloboju 1895

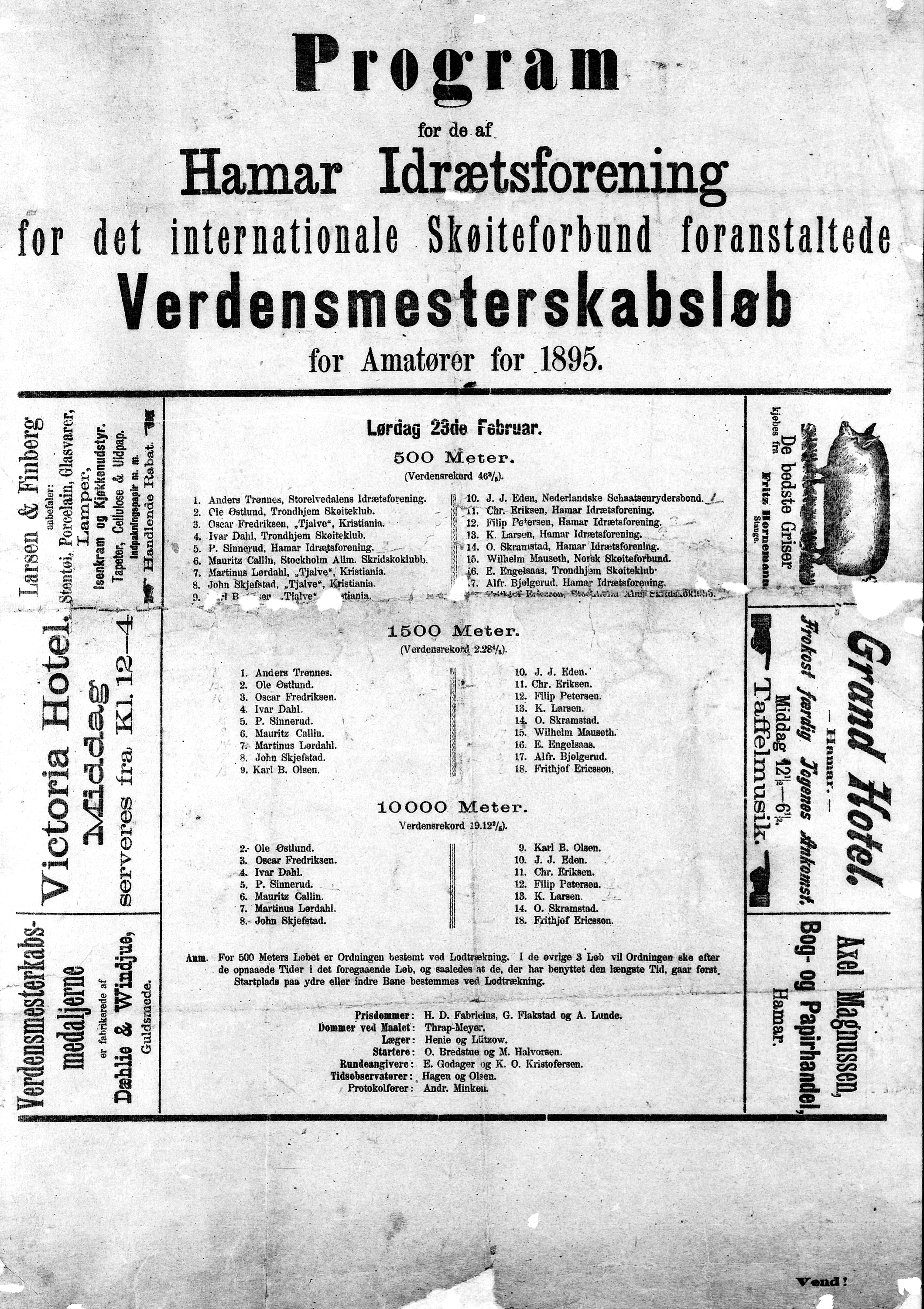

3. mistrzostwa świata w łyżwiarstwie szybkim w wieloboju odbyły się w dniach 23–24 lutego 1895 roku w Hamarze w Norwegii. Zawodnicy startowali na naturalnym lodowisku Mjøsen. W zawodach wzięli udział tylko mężczyźni. Zawodnicy startowali na czterech dystansach: 500 m, 1500 m, 5000 m, 10000 m. Na dystansie 500 i 1500 m rozegrano kwalifikacje, a także finał, do którego awansowało 4 najlepszych zawodników z kwalifikacji. Mistrzem zostawał zawodnik, który wygrywał trzy z czterech dystansów. Po raz drugi mistrzem świata został Holender Jaap Eden, który dodatkowo ustanowił dwa rekordy świata (na 1500 m i 10000 m). Srebrnych i brązowych medali nie przyznawano. Miejsca pozostałych zawodników są nieoficjalne.

## Uczestnicy
W zawodach wzięło udział 18 łyżwiarzy z 3 krajów. Sklasyfikowanych zostało 10.
| Państwa biorące udział w mistrzostwach | Państwa biorące udział w mistrzostwach | Państwa biorące udział w mistrzostwach | Państwa biorące udział w mistrzostwach |
| -------------------------------------- | -------------------------------------- | -------------------------------------- | -------------------------------------- |
| Norwegia                               | Szwecja                                | Holandia                               |                                        |

## Wyniki
- DNF – nie ukończył, DNS – nie wystartował, WR – rekord świata

| Pozycja | Zawodnik            | Kraj     | 500 m kwalifikacje | 500 m finał | 5000 m        | 1500 m kwalifikacje | 1500 m finał | 10000 m         |
| ------- | ------------------- | -------- | ------------------ | ----------- | ------------- | ------------------- | ------------ | --------------- |
| 01 !    | Jaap Eden           | Holandia | 48.2 (1.)          | 48.4 (2.)   | 8:41.0 (1.)   | 2:25.4 (1.) WR      | 2:25.4 (1.)  | 17:56.0 (1.) WR |
| (2.)    | Peter Sinnerud      | Norwegia | 49.4 (4.)          | 48.6 (3.)   | 9:23.4 (4.)   | 2:40.2 (8.)         | 9:59.9 !     | 18:50.0 (2.)    |
| (3.)    | Karenus Larsen-Stai | Norwegia | 50.6 (8.)          | 59.9 !      | 9:13.2 (2.)   | 2:40.0 (7.)         | 9:59.9 !     | 18:50.2 (2.)    |
| (4.)    | Filip Petersen      | Norwegia | 50.6 (8.)          | 59.9 !      | 9:16.2 (3.)   | 2:37.0 (3.)         | 2:37.2 (4.)  | 19:05.0 (4.)    |
| (5.)    | Ole Østlund         | Norwegia | 50.4 (7.)          | 59.9 !      | 9:34.2 (8.)   | 2:39.8 (6.)         | 9:59.9 !     | 19:42.6 (7.)    |
| (6.)    | Frithjof Ericson    | Szwecja  | 53.4 (13.)         | 59.9 !      | 9:29.8 (5.)   | 2:46.4 (13.)        | 9:59.9 !     | 19:13.4 (5.)    |
| (7.)    | Mauritz Callin      | Szwecja  | 51.0 (10.)         | 59.9 !      | 9:48.6 (10.)  | 2:45.0 (10.)        | 9:59.9 !     | 19:57.6 (8.)    |
| (8.)    | Iver Dahl           | Norwegia | 53.8 (15.)         | 59.9 !      | 9:37.4 (9.)   | 2:48.2 (14.)        | 9:59.9 !     | 19:41.2 (6.)    |
| (9.)    | Christian Eriksen   | Norwegia | 53.4 (13.)         | 9:59.9 !    | 10:01.2 (12.) | 2:49.8 (15.)        | 59:59.9 !    | 20:40.8 (10.)   |
| (10.)   | Oscar Skramstad     | Norwegia | 55.2 (16.)         | 59.9 !      | 9:51.0 (11.)  | 3:04.2 (18.)        | 9:59.9 !     | 20:20.0 (9.)    |
| DNF     | Karl Olsen          | Norwegia | 50.2 (6.)          | 59.9 !      | 9:59.9 !      | 2:45.4 (12.)        | 9:59.9 !     | DNF             |
| DNF     | Martinus Lørdahl    | Norwegia | 50.0 (5.)          | 59.9 !      | 10:24.8 (14.) | 2:39.4 (5.)         | 9:59.9 !     | DNF             |
| DNS     | Oskar Fredriksen    | Norwegia | 49.0 (3.)          | 48.2 (1.)   | 9:30.6 (6.)   | 2:38.8 (4.)         | 2:36.2 (3.)  | 59:59.9 !       |
| DNS     | Wilhelm Mauseth     | Norwegia | 48.8 (2.)          | 48.6 (3.)   | 9:59.9 !      | 2:34.6 (2.)         | 2:35.2 (2.)  | 59:59.9 !       |
| DNS     | Edvard Engelsaas    | Norwegia | 51.6 (11.)         | 59.9 !      | 9:32.0 (7.)   | 2:41.6 (9.)         | 9:59.9 !     | 59:59.9 !       |
| DNS     | Alfred Bjølgerud    | Norwegia | 55.4 (17.)         | 59.9 !      | 10:16.8 (13.) | 2:53.4 (17.)        | 9:59.9 !     | 59:59.9 !       |
| DNS     | John Skjefstad      | Norwegia | 52.2 (12.)         | 59.9 !      | 9:59.9 !      | 2:45.0 (10.)        | 9:59.9 !     | 59:59.9 !       |
| DNS     | Anders Trønnes      | Norwegia | DNF                | 59.9 !      | 9:59.9 !      | 2:52.0 (16.)        | 9:59.9 !     | 59:59.9 !       |